# Tables alphonsines

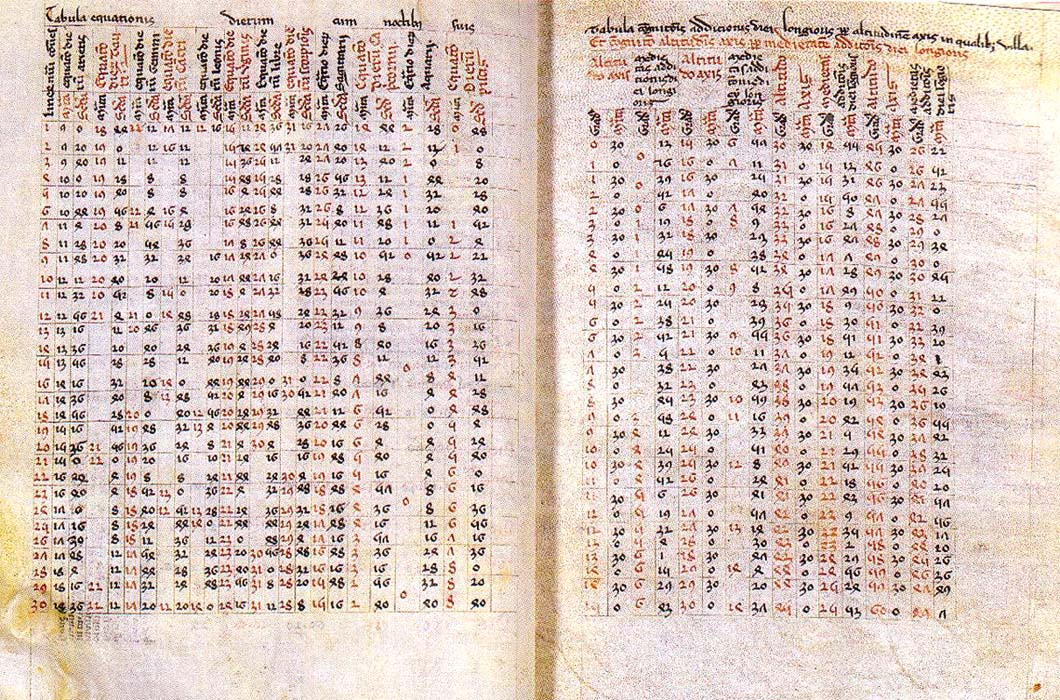
Tables alphonsines

Les Tables alphonsines sont des tables astronomiques qui permettent de calculer la position du Soleil, de la Lune et des planètes dans le ciel. Une première version castillane de ces tables a été composée à Tolède pour le roi Alphonse X de Castille à la fin du XIIIe siècle. Traduites en latin, elles ont été très largement diffusées en Europe dans la seconde moitié du XIVe siècle siècle, notamment sous l'influence des enseignements de Jean de Murs, Jean de Lignères et Jean de Saxe à l'université de Paris. 

## Histoire

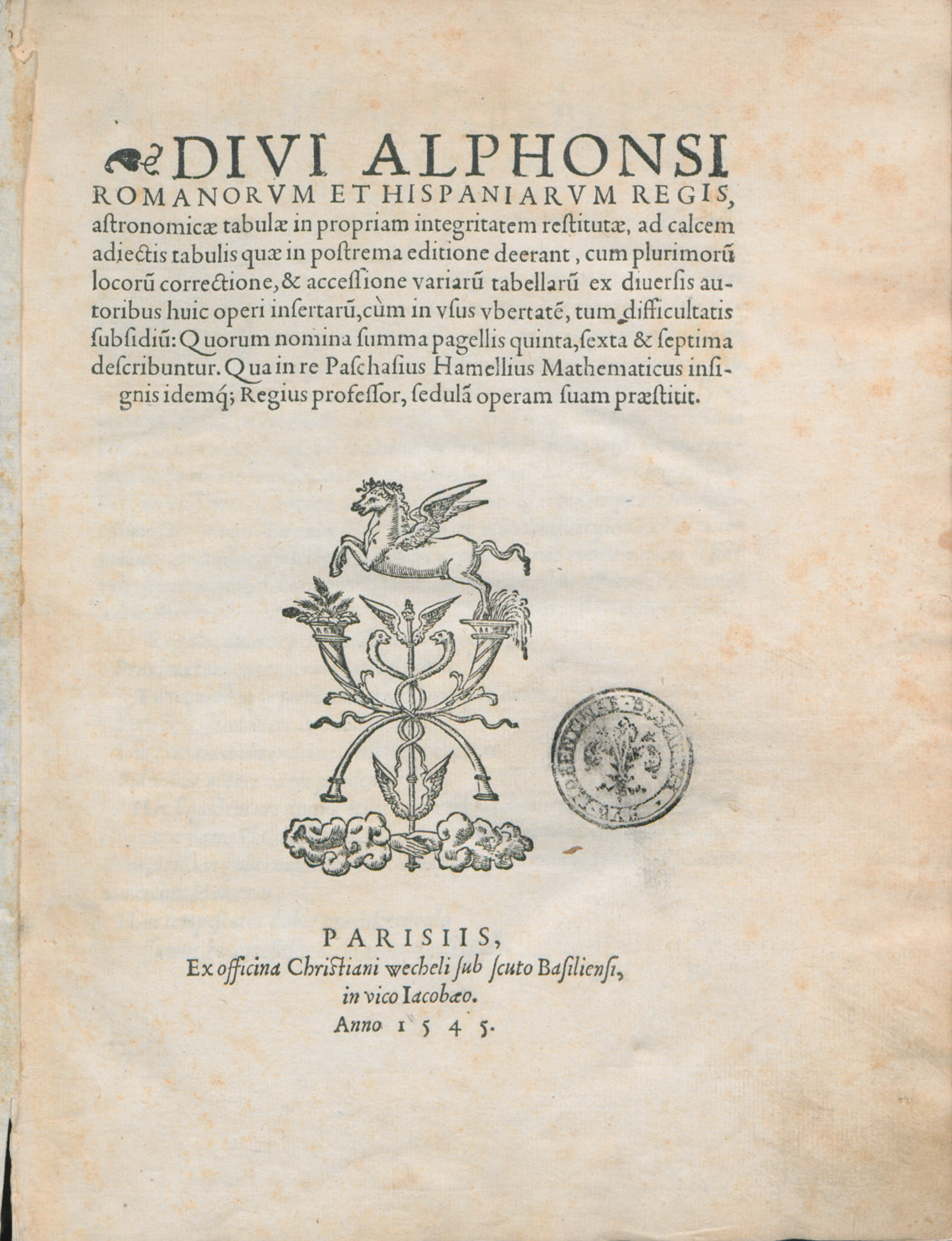
Frontispice de l'édition 1545 des Tabulae astronomicae

Sous le règne du roi Alphonse X de Castille, plusieurs grandes entreprises visant à produire des œuvres intellectuelles, littéraires et scientifiques en langue castillane ont été engagées. Dans ce cadre, de nombreuses tables astronomiques qui circulaient dans la péninsule ibérique ont été traduites à Tolède, les plus célèbres étant les Tables de Tolède.  
Ces tables permettent en particulier de calculer la longitude du Soleil, de la Lune, ou de chacune des cinq planètes connues à l'époque (Mars, Saturne, Jupiter, Vénus et Mercure) à une date donnée. Pour ce faire, la méthode la plus couramment employée consistait à calculer dans un premier temps le nombre de jours écoulés depuis une date de référence pour laquelle la position de la planète est déjà connue. En connaissant le mouvement moyen de la planète en un jour, on peut alors obtenir une première approximation de la position de la planète à la date souhaitée, qu'il faut ensuite corriger pour tenir compte des variations propres au mouvement relatif de chaque planète par rapport à la Terre.  
Entre 1263 et 1266, le médecin Juda ben Moïse ha-Cohen et l'astronome Isaac ben Sid, chargés de réaliser des observations afin de corriger certaines erreurs relevées sur la trajectoire du Soleil, affirment avoir également observé les éclipses de Lune et de Soleil ainsi que les conjonctions de planètes afin de proposer de nouvelles tables construites autour du début du règne d'Alphonse X, fixé au 1 janvier 1252.  
La première version des Tables alphonsines est aujourd'hui perdue : seuls les canons, rédigés en castillan, ont été conservés dans un unique manuscrit copié au XVIe siècle (Madrid, Biblioteca Nacional, MS 3306). Le texte, connu sous le titre Libro de las tablas alfonsies (Livre des tables alphonsines), semble avoir été compilé entre 1262 et 1272, couvre tous les sujets communément traités dans les autres tables de la même époque.  
En raison de cette lacune documentaire, on connaît peu de choses sur les premières étapes de la circulation des tables. Après leur composition initiale à Tolède, on retrouve leurs traces dans les premières décennies du XIVe siècle à l'université de Paris, où plusieurs auteurs mentionnent ces tables, ce qui laisse présager qu'une traduction en latin ait pu être réalisée au cours de cette période. En revanche, on ignore comment, et sous quelle forme, ces tables sont arrivées jusque là. Un certain Jean Vimond, identifié au XVe siècle dans le Recueil des plus célèbres astrologues de Simon de Phares, semble avoir joué un rôle important dans leur introduction au sein des enseignements parisiens, en intégrant des éléments issus d'autres tables. Vers 1321, le mathématicien Jean de Murs compose plusieurs textes et plusieurs tables basés sur les Tables alphonsines. En 1322, l'astronome Jean de Lignères compile également des tables qui mélangent le matériel des Tables alphonsines avec des données provenant d'autres sources, comme les tables de Tolède, et participe à établir un nouveau format pour ces tables. L'un de ses étudiants, Jean de Saxe, rédige ensuite de nouveaux canons, en latin, pour les Tables alphonsines, entre 1323 et 1335.  
Dans les décennies suivantes, la version parisienne des Tables alphonsines avec les canons de Jean de Saxe s'imposent comme une référence incontournable pour l'enseignement de l'astronomie, même si d'autres versions sont également composées. En particulier, à partir de 1425, les Tabule resolute, composées en simplifiant certains paramètres des Tables alphonsines, sont adoptés par l'université de Cracovie comme une alternative aux Tables alphonsines, et sont toujours en usage lorsque Nicolas Copernic y fait ses études. L'astronome florentin Paolo Toscanelli corrigea les Tables alphonsines après les mesures qu'il put faire à Florence avec le gnomon qu'il construisit dans le dôme de Santa Maria del Fiore (1468).[réf. nécessaire]
La première édition imprimée des Tables alphonsines, avec les canons de Jean de Saxe, est réalisée à Venise par Erhard Ratdolt en 1483. Elle est suivie, en 1492, par une autre édition réalisée, également à Venise, par Johannes Hamann, et accompagnée de nouveaux canons, rédigés pour l'occasion par l'imprimeur Johannes Santritter. L'université d'Uppsala conserve aujourd'hui une copie de cette édition de 1492 annotée de la main de Nicolas Copernic. Il existe au moins trois autres éditions imprimées des Tables alphonsines au XVe siècle. Deux sont imprimées à Venise, la première en 1518 par Petrus Liechtenstein en reprenant l'édition de 1492, la deuxième sous la presse de Lucantonio Giunta avec une version complètement remaniée par l'astrologue Luca Gaurico. La troisième, éditée en 1533 à Paris par l'imprimeur Chrétien Wechel pour le compte de Pascquier Duhamel, reprend essentiellement le contenu de la version de Luca Gaurico. Une dernière édition a été produite à Madrid en 1641, mais les Tables alphonsines avaient alors déjà été largement remplacées par les Tables pruténiques et les Tables rudolphines composées à partir des paramètres  du De revolutionibus de Copernic pour l'essentiel des calculs d'astronomie planétaire.

### Éditions
- Les Tables alphonsines avec les canons de Jean de Saxe - Édition, traduction et commentaire par Emmanuel Poulle, Sources d'Histoire Médiévale Publiées par l'Institut de Recherche et d'Histoire des Textes, volume 16, Éditions du CNRS, Paris, 1984.

### Études
- (en) E. Grant, A Source Book in Medieval Science, Cambridge (Mass.), Harvard University Press, 1974, 864 p., p. 465-487.
- Emmanuel Poulle, "Jean de Murs et les tables alphonsines", Archives d'histoire doctrinale et littéraire du Moyen Âge, t. 47, 1980, p. 241-271.
- Emmanuel Poulle, "Les tables alphonsines et Alphonse X de Castille", Comptes rendus des séances de l'Académie des Inscriptions et Belles-Lettres, vol. 131-1, 1987, pp. 82-102 Lire en ligne

## Source
Cet article comprend des extraits du Dictionnaire Bouillet. Il est possible de supprimer cette indication, si le texte reflète le savoir actuel sur ce thème, si les sources sont citées, s'il satisfait aux exigences linguistiques actuelles et s'il ne contient pas de propos qui vont à l'encontre des règles de neutralité de Wikipédia.